# Đá chắn

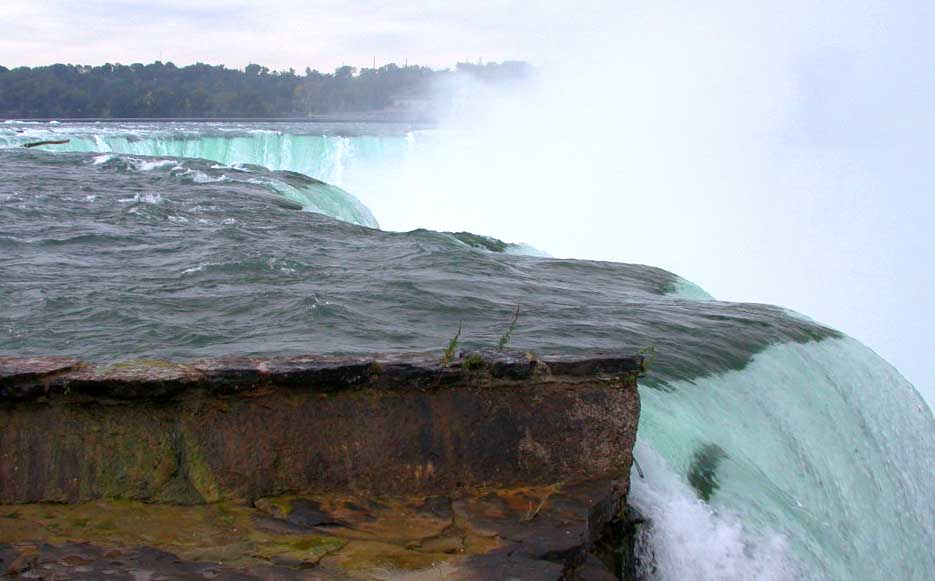
Thác Horseshoe ở Canada, tầng chắn của khối dốc đá Niagara.

Đá chắn, một khái niệm của địa chất học, là tầng đá không thấm, ngăn cản hydrocarbon (dầu và khí) đi qua.
Vì có độ rỗng và độ thấm rất kém, tầng đá chắn thường nằm trên và xung quanh một vỉa dầu khí và không cho Hydrocarbon đi lên phía trên rồi thoát ra bề mặt.
Đá chắn thường là sét kết, sa thạch chặt sít, evaporit, carbonate, halite, anhydridee hoặc muối. Chúng thường có mặt ở các vòm muối, đứt gãy hay bình nguyên.
Đá chắn là một trong những yếu tố tạo thành một hệ dầu khí.

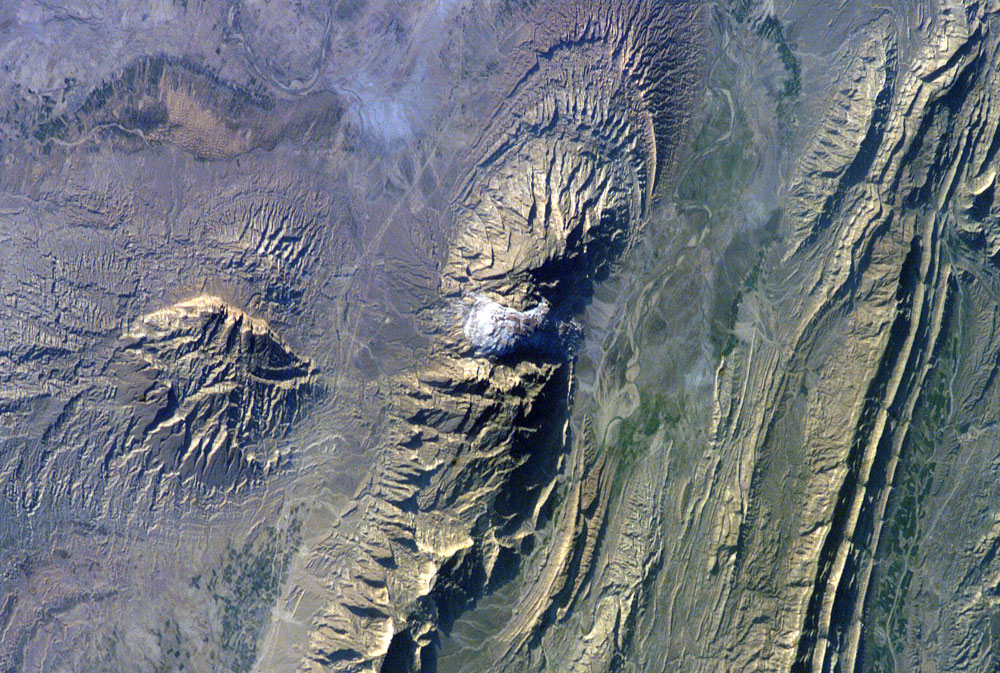
Hình ảnh chụp từ máy bay của vòm muối Jashak, núi Zagros, Iran.

## Thuộc tính
- Áp suất: Yêu cầu cơ bản của một tầng chắn có hiệu quả là áp suất mao dẫn của lỗ rỗng bên trong đá phải lớn hơn áp suất nổi của Hydrocarbon phía dưới.
- Độ thấm: là khả năng cho phép chất lưu (dầu hoặc khí) đi qua đá. Những loại đá cho chất lưu đi qua dễ dàng, ví dụ như sa thạch, thường có nhiều lỗ rỗng với kích thước lớn và kết nối tốt. Các loại đá thấm kém như evaporte, sét kết, bột kết thường có độ hạt nhỏ, lỗ rỗng nhỏ và không liên kết với nhau. Độ thấm của đá chắn tốt thường từ 10−6 đến 10−8 Darcy.
- Bề dày và sự liên tục: Về mặt lý thuyết, bề dày của một tầng chắn không ảnh hưởng đến khả năng chắn. Tuy nhiên trong thực tế thì một lớp đá chỉ dày vài cm khó có khả năng liên tục trong một diện rộng. Vì vậy tính liên tục của tầng chắn mới là yếu tố quan trọng để đánh giá khả năng chắn. Trong thăm dò dầu khí, những tầng sét kết dày trên 50 m được đánh giá là có khả năng chắn tốt.

Bẫy dầu nếp lồi với tầng chắn màu xanh lá

Bẫy dầu đứt gãy với tầng chắn màu xanh lá

- Đứt gãy và nứt nẻ: Tầng đá chắn tốt thường không có đứt gãy và nứt nẻ vì chúng có thể tạo ra lối thoát cho Hydrocarbon di chuyển.

## Phân loại
- Loại 1: Thường là những tầng sét được nén ép chặt tại những vùng mới chìm xuống của vỏ trái đất. Tính chắn của loại đá này được xác định bởi áp suất mao dẫn tại ranh giới của đá chứa và đá chắn, áp suất lỗ rỗng bên trong đá chắn và gradient áp suất. Thường đá loại 1 có thể giữ được một cột dầu với bất kì chiều cao nào.
- Loại 2: Là loại đá bị nén ép quá giới hạn dẻo của chúng nên mất khả năng giãn nở khi gặp nước. Đá loại này thường gặp ở các trầm tích Paleozoi và Mesozoi.
- Loại 3: Là loại đá có matrix (đá nền) cứng và nhiều nứt nẻ nhỏ. Chúng thường phát triển ở các khu vực ít có hoạt động kiến tạo. Thế năng của nước vỉa tại đây thường cân bằng với thế năng thủy tĩnh.

## Tính chất một số loại đá chắn
- Đá chắn sét thường có thành phần bao gồm hỗn hợp cát và bột và điều này làm suy giảm tính chất chống thấm của nó. Đặc biệt là những thay đổi trong kết cấu. Không chỉ thành phần khoáng vật của đá và hàm lượng chất hữu cơ, mà cả nước lỗ rỗng cũng góp vai trò quan trọng trong việc hình thành các đặc tính chống thấm chính của sét, chẳng hạn như mức độ giãn nở và độ nén ép. Nước lỗ rỗng ở nhiệt độ tương đối thấp được giữ lại trong các đá sét từ 100oC đến 150oC.

Nhiệt độ để loại bỏ nước cao hơn khi nồng độ của các thành phần hòa tan cao hơn. Nước lỗ rỗng nằm trong các lỗ nhỏ của đá sét, và ở các bề mặt và dọc theo các cạnh của những khối mảnh vụn liên kết chặt có chứa sét. Nước xen kẽ gây trương nở trong montmorillonites và trong illite thoái hoá.
Thứ tự sắp xếp của các phân tử nước, liên quan đến các khối khoáng vật sét và các khối đá mảnh vụn, nhanh chóng bị thay đổi với sự gia tăng khoảng cách giữa chúng. Do đó, một thông tin rất quan trọng cho việc đánh giá vai trò của nước trong sự hình thành các đặc tính chống thấm là kiến thức về trạng thái cấu trúc của lớp trong tiếp xúc trực tiếp với bề mặt hạt và vai trò của các cation có mật độ điện tích khác nhau việc bảo tồn cấu trúc phân tử nước. Các ion trao đổi đóng một vai trò hàng đầu trong sự hình thành "mây nước" xung quanh các mảnh đá nhỏ, các vi mảnh montmorillonite, và khoáng kaolinit. Vai trò của các khoáng vật nhóm illite chiếm một vị trí trung gian.
- Đá chắn cacbonat bao gồm các đá vôi hạt từ nhỏ đến lớn và phân làm nhiều lớp. Hầu như tất cả các đá vôi đều bị dolomit hoá ở nhiều mức độ khác nhau tuỳ thuộc vào cấu trúc nứt nẻ. Điều này ảnh hưởng xấu đến tính chất chắn của chúng. Cacbonat có thể có một lượng sét đáng kể bên trong với kết cấu phân lớp. Điều này dẫn đến sự suy giảm tính chắn do sự xuất hiện của các vùng yếu tại tiếp xúc giữa các loại đá khác nhau.
- Đá chắn evaporit, bao gồm muối, anhydride, và đôi khi là đá phiến. Các đá này thường giòn và từ đó không cho khả năng chắn tốt. Các mẫu lõi lấy tại các bồn trũng Dnepr-Donets và Bắc biển Caspian cho thấy nhiều đứt gãy lớn nhỏ, đôi khi cắt ngang các tinh thể muối nguyên khối. Các khe nứt có thể được lấp đầy bởi muối thứ cấp, nhưng thường chứa dầu và đôi khi cả bong bóng khí. Đôi khi các mẫu lõi này bão hòa toàn dầu. Độ thấm được đo ở điều kiện bề mặt có thể đạt 100 đến 150 mD và thậm chí cao hơn.

Tính dẻo được xem là tính chất quan trọng quyết định khả năng chắn, chứ không phải độ dày của tầng đá. Vì vậy, tính chắn của đá evaporit thay đổi theo quá trình tạo đá và theo thời gian). Các loại đá khác cũng bị ảnh hưởng nhưng không rõ ràng bằng.